# Quincke-Rotation
Die Quincke-Rotation ist ein physikalischer Effekt bei nichtleitenden Partikeln in einer Suspension, die einem elektrischen Feld ausgesetzt sind.
Kleine nichtleitende Partikel, die in einer Flüssigkeit suspendiert sind, beginnen zu rotieren, wenn sie einem hinreichend starken, zeitlich konstanten elektrischen Feld ausgesetzt werden. Dabei steht die Rotationsachse immer senkrecht zu den Feldlinien, sie zeigt jedoch in eine zufällige Richtung. Dieser Effekt wurde von Georg Quincke 1896 beschrieben. Die Rotation setzt ein, wenn die Ladungsverteilung an der Oberfläche der Teilchen dem äußeren Feld entgegengesetzt ist. Die Lage des Teilchens im elektrischen Feld ist dann instabil und das angreifende Drehmoment versetzt es in Drehung. 
Die Rotation der Partikel kann zur Verringerung der Viskosität der Flüssigkeit führen. Ein Experiment aus dem Jahr 2007 ergab, dass die Leitfähigkeit der Flüssigkeit erhöht werden kann, wenn nichtleitende Partikel verwendet werden.